# Aleksandar Pantić (voetballer, 1992)
Aleksandar Pantić (Servisch: Александар Пантић) (Aranđelovac, 11 april 1992) is een Servisch voetballer die doorgaans speelt als centrale verdediger. In juni 2024 verliet hij East Bengal.

## Clubcarrière
Pantić doorliep de jeugdopleiding van FK Partizan, maar debuteerde in het betaald voetbal bij het kleinere FK Rad. Zijn debuut voor de club maakte hij op 8 mei 2011, tijdens een met 1–0 gewonnen duel tegen FK Smederevo. In 2012 maakte de verdediger de overstap naar Rode Ster Belgrado, waar hij een verbintenis voor één jaar ondertekende. Na dat seizoen verlengde hij zijn contract bij Rode Ster, maar verhuisde hij direct daarna naar Villarreal. Na een jaar werd Pantić verhuurd aan Córdoba. Het seizoen 2015/16 bracht de verdediger door bij Eibar. In de zomer van 2016 werd Pantić voor de derde maal verhuurd, dit keer aan Deportivo Alavés. In de eerste seizoenshelft speelde de Serviër slechts twee competitiewedstrijden en in de winterstop keerde hij terug naar Villarreal. Dat liet hem in die transfermarkt vertrekken naar Dynamo Kiev, waar hij voor tweeënhalf jaar tekende. De Oekraïense club verhuurde hem in januari 2019 voor een halfjaar aan Cádiz. Na de verhuurperiode verliet hij Dynamo definitief. Via een periode op Cyprus bij Doxa Katokopia en AEL Limasol (op huurbasis), kwam Pantić in september 2021 terecht bij Zagłębie Lubin. Hier vertrok hij in de winterstop van dat seizoen.
Op 15 november 2022 sloot hij als vrije speler aan bij de trainingen van het Spaanse CD Lugo. Bij deze club tekende hij op 2 januari 2023 een contract dat hem tot het einde van het seizoen zou verbinden. Na deze verbintenis verkaste Pantić transfervrij terug naar Doxa Katokopia, voor een half seizoen. In februari 2024 tekende hij voor East Bengal.